# Seumantok (Pantai Ceuremen)
Seumantok is een bestuurslaag in het regentschap Aceh Barat van de provincie Atjeh, Indonesië. Seumantok telt 818 inwoners (volkstelling 2010).